# 伊藤一郎 (日本文学者)
伊藤 一郎（いとう いちろう、1952年9月 - ）は、国文学者、東海大学文学部教授。専攻は近世文学。

## 略歴
東京に生まれる。東京教育大学附属駒場高校卒。高校時代は杉山太郎、四方田犬彦などと親しくする。東京教育大学（現：筑波大学）文学部国文学科卒業。卒論の指導教官は尾形仂。大学院に進まず、都立高校教員となる。のち筑波大学附属高校教員。高校教員時代から東海大学非常勤講師を勤める。1993（平成4）年4月東海大学文学部日本文学科に移る。2020年3月退職。この間東海大学文学部長を勤める。学生時代は説教節を研究する。高校教員時代時間制約から芥川龍之介の研究に転向する。芥川龍之介論についての論客の一人として知られる。芥川においても俳諧・俳句系統に注目する。この関連から新傾向俳句の忘れられた俳人（遠藤古原草・小沢碧童など）研究を行う。

## 著書
単著
- 『龍之介の芭蕉・龍之介の子規』翰林書房 2020